# Irwiniella bezzii
Irwiniella bezzii är en tvåvingeart som beskrevs av Lyneborg 1976. Irwiniella bezzii ingår i släktet Irwiniella och familjen stilettflugor. Inga underarter finns listade i Catalogue of Life.